# Narcoterrorismo
El narcoterrorismo es la cooperación y alianza estratégica entre mafias del narcotráfico y grupos armados extremistas así como otros grupos insurgentes o terroristas.

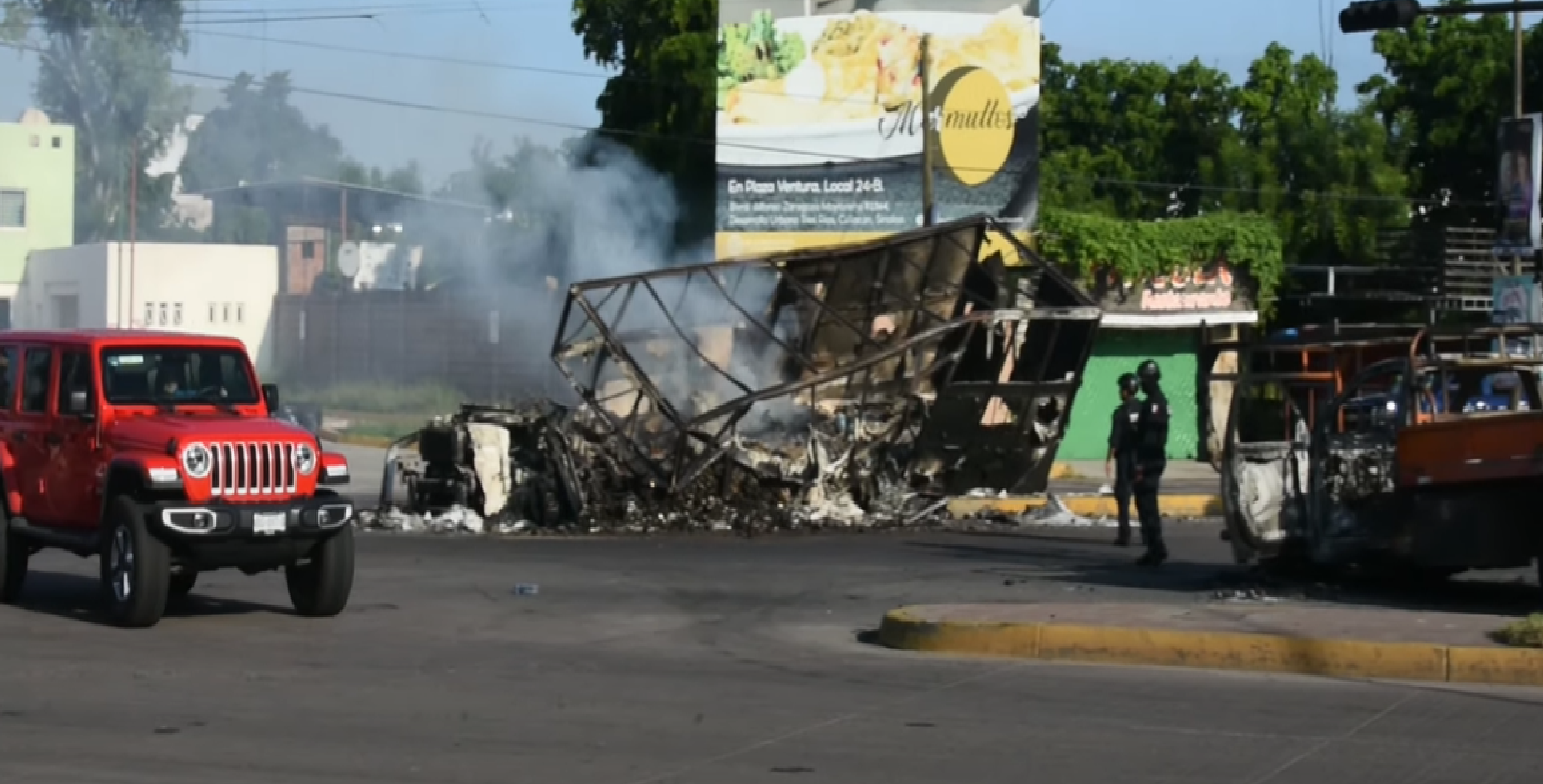
Vehículos quemados luego de la Batalla de Culiacán.

Se suele postular el narcoterrorismo como cierta alianza natural que acaba produciéndose entre grupos narcos y guerrilleros que, aunque persiguen objetivos opuestos, operan en la clandestinidad. Así, muchas organizaciones terroristas en declive son capaces de reconstituirse gracias a la poderosa financiación que obtienen de proporcionar cobertura y apoyo armado al narcotráfico. Por otro lado, los cárteles de la droga consiguen una capacidad de respuesta militar frente a los gobiernos con los que están en constante pugna.
La conjunción entre movimientos insurgentes y narcotráfico se concibe, a largo plazo, como una amenaza a la estabilidad de los países de regiones productoras de estupefacientes como el arco andino (Colombia y Perú).
La formación de conglomerados narcoterroristas en países como Colombia y Perú han provocado un estado de guerra de baja intensidad permanente que, unidos a otros factores, hacen de la confrontación armada uno de los problemas más graves al que se enfrentan los gobiernos de cada país. Organizaciones armadas como paramilitares como las AUC (desmovilizados en 2006) y las Bandas Criminales o Grupos Armados Organizados (BACRIM o GAO´s) como el Clan del Golfo, Los Pelusos y las disidencias de las FARC-EP, han estado implicadas en el negocio internacional de las drogas y en actos terroristas; por consiguiente, estas organizaciones (las activas) son consideradas en sus países y en el mundo como grupos narcoterroristas.
Fuera del área andina, la convivencia narcoterrorista alimenta diversos conflictos armados en otras partes del globo como Afganistán, ligando el tráfico de opioides a las luchas tribales internas, a los movimientos islámicos armados y a la resistencia a la presencia militar estadounidense en el país mantenida a raíz de la ocupación de Afganistán 2003-2006.

## Narcoterrorismo en Colombia
Narcoterrorismo también es el nombre que recibe el periodo de la historia de Colombia, desde 1984 hasta 1993, caracterizado por el enfrentamiento de los gobiernos sucesivos de Belisario Betancur, Virgilio Barco y César Gaviria con narcotraficantes organizados en poderosas mafias que se autodenominaron Los Extraditables, pertenecientes al Cartel de Medellín y liderados por Pablo Escobar Gaviria y Gonzalo Rodríguez Gacha. Dicho periodo es una de las épocas más sombrías en la espiral de violencia que afectó a Colombia durante el conflicto armado interno.
Entre sus crímenes más notorios está el haber hecho estallar el vuelo 203 de Avianca en pleno vuelo, para matar al entonces candidato César Gaviria (quien no subió al avión por consejo de sus asesores), con un saldo de más de 100 muertos. Durante la campaña presidencial de 1990 asesinó a varios candidatos. También puso un carro bomba al frente del edificio del DAS, la policía secreta colombiana, buscando acabar con su director, el general Miguel Alfredo Maza Márquez, quien salió ileso a pesar de que la edificación quedó semidestruida. Dicho atentado le costó la vida a cerca de 70 personas y causó centenares de heridos.

### Causas
El tráfico de cocaína hacia Estados Unidos, que surgió en los años 70, generó enormes beneficios a los jefes de las organizaciones delictivas que deseaban consolidar un poder económico, político y social en la nación. Se alimentó del olvido del estado hacia las clases más pobres del país; producto de la violencia política de los años 50, del desplazamiento de campesinos por parte de guerrilla y paramilitares, de la marginalización en las ciudades y del dinero fácil que se obtenía por el narcotráfico. No se puede dejar por descontado como una de sus causas el aumento del consumo de drogas ilegales en Estados Unidos y Europa.

### Historia
Pablo Escobar fue elegido Representante a la Cámara suplente en 1982, pero las denuncias de algunos políticos, del periódico El Espectador y del entonces Ministro de Justicia; Rodrigo Lara Bonilla, lo declararon narcotraficante y le expulsaron del Congreso en enero de 1984.
El 30 de abril de 1984, cuando el ministro de Justicia se desplazaba en automóvil, es asesinado por sicarios moto transportados en Bogotá. Durante su sepelio, el Presidente de la República; Belisario Betancur, anuncio la reactivación del Tratado de Extradición de narcotraficantes a los Estados Unidos para que sean juzgados allí. Esto fue para los narcotraficantes una declaración de guerra del estado, a la que respondieron con violencia.
Dado que Gonzalo Rodríguez Gacha mantenía una lucha militar con la guerrilla de las FARC-EP, se atribuye a éste y al Cartel de Medellín, el asesinato del dirigente de la UP (Unión Patriótica); Jaime Pardo Leal, el 11 de octubre de 1986, de José Antequera, el 3 de marzo de 1989, y de miles de muertes selectivas de miembros de este partido político por todo el país, así como el de su candidato a la presidencia Bernardo Jaramillo Ossa, ya que consideraban a este movimiento el brazo político de dicha guerrilla. Sin embargo, este punto no ha sido aclarado, pues también se acusa de este genocidio a otras fuerzas derechistas del país, entre militares, paramilitares y políticos.
Carlos Pizarro Leongómez, candidato a la presidencia del partido izquierdista AD M-19 (nombre del partido político de la guerrilla desmovilizada del M-19), es asesinado en un avión en 1990 y, en este caso, la acusación también es dirigida contra el narcotráfico; los hermanos Fidel y Carlos Castaño Gil, socios indirectos del brazo militar del Cartel de Medellín, se atribuyen estos hechos.
También se dan los asesinatos del periodista Guillermo Cano, director del periódico El Espectador, el 17 de diciembre de 1986, de Carlos Mauro Hoyos, procurador general de la Nación, el 25 de enero de 1988, el de Luis Carlos Galán, candidato a la presidencia por el Partido Liberal, el 18 de agosto de 1989, y del periodista Jorge Enrique Pulido, el 9 de noviembre de 1989. Se cuentan, además, atentados fallidos contra muchas personalidades como Ernesto Samper, Álvaro Gómez Hurtado, Enrique Parejo González en Budapest (Hungría). Al Cartel de Medellín se le atribuyeron más de 4.000 asesinatos de periodistas, jueces, fiscales y policías; de hecho, Pablo Escobar pagaba $2.000.000 de pesos a quien asesinara un policía en Medellín, lo que provocó la muerte de más 300 uniformados, entre ellos, el Comandante de Policía de Antioquia, Valdemar Franklin Quintero, el 18 de agosto de 1989. Las amenazas se pueden contar por miles contra todo tipo de colombianos, jueces, fiscales, altos mandos militares, periodistas, políticos, comerciantes, ganaderos, etc.
Adicionalmente, estallaron enormes cantidades de carro bombas y explosivos por todo el país; los más recordados fueron: Una bomba en la carrera 7.ª contra el entonces Director del DAS, general Miguel Maza Márquez, que causó 9 víctimas mortales en enero de 1989; el 2 de septiembre contra la sede de El Espectador; contra 9 sedes políticas el día 21 del mismo mes; el 17 de octubre contra las instalaciones del periódico Vanguardia Liberal en Bucaramanga; el 27 de noviembre contra un avión de pasajeros en pleno vuelo sobre Soacha (Cundinamarca), dejando 107 muertos; el 6 de diciembre contra el edificio del DAS con un bus-bomba, cargado con 500 kilos de dinamita que detonó, dejando 104 muertos y más de 500 heridos.
En otros años como 1990, Pablo Escobar puso una bomba cerca del Hotel Intercontinental en Medellín, para detonarlo cuando un carro lleno de policías pasara. Efectivamente, fue detonado y por lo menos murieron 10 policías. Puso otra bomba al frente de la policía cerca del Río Medellín y una en la Plaza de Toros La Macarena con 17 muertos.
Además, el Cartel de Medellín sostenía una guerra con los rivales del Cartel de Cali, como lo demuestran las muertes selectivas, los atentados con bombas contra la cadena de farmacias Drogas La Rebaja, entonces pertenecientes al Cartel de Cali, o contra el Edificio Mónaco, propiedad de Pablo Escobar.
El gobierno, por su parte, conformó un grupo élite de policía bajo el mando del coronel Hugo Martínez que, con apoyo de Estados Unidos, capturó a Carlos Lehder, quien luego fue extraditado, apoyado en el Tratado de Extradición entre Colombia y Estados Unidos. También dio muerte a Gonzalo Rodríguez Gacha en diciembre de 1989, al tiempo, Los Extraditables secuestraron a muchas personalidades políticas entre ellas: Francisco Santos, de la familia dueña del periódico El Tiempo, el 19 de septiembre de 1990; Diana Turbay, hija del expresidente Julio César Turbay; Maruja Pachón de Villamizar, esposa del congresista Alberto Villamizar; Azucena Lievano, periodista; Andrés Pastrana, hijo del expresidente Misael Pastrana; y Lizandro Ospina Baraya, nieto del expresidente Mariano Ospina Pérez, entre otras.
Tras un trato con el gobierno, Pablo Escobar se entregó y se recluyó en una cárcel de su propiedad en Envigado (llamada "La Catedral"), donde estuvo “preso” desde el 19 de junio de 1991 y hasta el 22 de julio de 1992, fecha en que se fugó antes de que se le trasladara a otra prisión. En los siguientes meses, el cuerpo élite (llamado entonces el Bloque de Búsqueda) capturó o dio muerte a muchos miembros del Cartel de Medellín; al mismo tiempo, un grupo paramilitar, autodenominado Los Pepes (perseguidos por Pablo Escobar), atacó al cartel, a sus propiedades, asesinó a sus abogados, familiares, amigos, contadores, entre otras personas ligadas con el cartel.
Al atentado del 30 de enero de 1993 en Bogotá, le siguieron nueve bombas indiscriminadas dejando cientos de muertos. Sin embargo, el 2 de diciembre de 1993, Pablo Escobar fue abatido tras un enfrentamiento con las autoridades en Medellín. El Cartel de Cali nunca siguió las tácticas terroristas de Pablo Escobar, por ello, se afirma que la época del Narcoterrorismo en Colombia terminó en aquella fecha.

### Legado
En aquella época, las muertes se convirtieron en algo cotidiano. Solo en Medellín hubo 3500 homicidios en 1986 y, puesto que a cada acto de violencia le seguía su correspondiente venganza, los fines de semana llegaban a contabilizar hasta 200 muertes violentas. Por ello se entiende que la desaparición del cartel no fue el fin de la violencia. De sus restos, se formaron miles de pequeños combos de narcotraficantes, terroristas y grupos sicariales que, posteriormente, se organizaron en una gran confederación conocida en los últimos tiempos como la "Oficina de Envigado".
El narcotráfico sigue siendo una fuerza desestabilizadora dentro de Colombia. Aún se recuerda el escándalo político judicial llamado proceso 8.000. Los paramilitares de las AUC, desmovilizados en 2006, son una consecuencia de aquella época, siendo inicialmente parte del brazo armado del Cartel de Medellín, luego pasando a ser parte de Los Pepes y, posteriormente, enemigos directos de las guerrillas. Pese a estar desmovilizados los grupos paramilitares, existen las llamadas Bandas Criminales o BACRIM (llamados por el gobierno como Grupos Armados Organizados o GAO), que no son otra cosa que grupos de exparamilitares que se negaron a la desmovilización prefiriendo el lucro económico que deja el tráfico de drogas, junto a otras actividades ilícitas como la minería ilegal, la extorsión, el sicariato, entre otras. Aunque los orígenes de las BACRIM sean de grupos paramilitares, grupos como las disidencias del EPL y de las FARC-EP (esta última, conformada por miembros que se negaron a aceptar el acuerdo de paz) entran en la categoría de Grupos Armados Organizados o GAO´s, ya que su objetivo es el lucro de las actividades relacionadas al narcotráfico. En el caso de las disidencias de las FARC-EP se les agrega el término "residuales", al ser residuos de la otrora guerrilla.

## Narcoterrorismo en México
En México, debido a la guerra contra el narcotráfico que mantiene el gobierno desde el 2006, los narcotraficantes han respondido realizando asesinatos donde han caído miembros de cárteles rivales, policías o periodistas que han denunciado las atrocidades cometidas por los carteles mexicanos. También ha ejecutado asesinatos contra civiles que denuncian o se manifiestan en contra del narcotráfico y los cárteles en redes sociales para amedrentar a la población en su zona de influencia, las víctimas que han realizado estas denuncias no necesariamente eran políticos ni periodistas. Además, en una ocasión, han disparado contra autobuses de turistas matando a varios.

### Hechos violentos
El 22 de junio de 2004, mataron delante de sus hijos al periodista e investigador del narcotráfico Francisco Ortiz Franco, asesinato atribuido al cartel de Tijuana.
El 14 de febrero de 2010, el hijo y el sobrino de Rosario Oropeza Cota, exdirector y columnista de El Debate de Culiacán, junto con un amigo de estos últimos, fueron secuestrados en Guamúchil (Sinaloa) y posteriormente asesinados. En julio de 2011, asesinaron a Fermín Rosas Quezada, hijo del jefe de información del periódico “El Debate”. en Culiacán (Sinaloa).
El 8 de marzo de 2011 desapareció Noel López Olguín, colaborador de los semanarios locales Horizonte y Noticias de Acayucan, y del diario La Verdad. Su cadáver apareció el 1 de junio de 2011. Había denunciado los abusos de las autoridades y de miembros del crimen organizado en Jáltipan (Veracruz). El 20 de junio de 2011, el periodista Miguel Ángel López Velasco, su esposa Agustina Solana y Misael López Solana, el hijo menor de la familia, fotoperiodista, fueron asesinados en su domicilio de Veracruz. Miguel Ángel López Velasco era el autor del libro sobre el narcotráfico Todos están adentro. La periodista Yolanda Ordaz de la Cruz fue secuestrada y asesinada en julio de 2011, también en Veracruz.
El 25 de agosto de 2011, 53 personas murieron en un incendio provocado en el Casino Royale de Monterrey, acto atribuido a Los Zetas. Al día siguiente, se hallaron los cadáveres de 72 emigrantes centro y sudamericanos, asesinados en un rancho de Tamaulipas.
El 13 de septiembre de 2011, los cadáveres de un hombre y una mujer de 25 y 28 años, respectivamente, aparecieron colgados de un puente de Nuevo Laredo (Tamaulipas); el atentado fue firmado por Los Zetas. El 23 o 24 de septiembre de 2011, fue decapitada la periodista María Elizabeth Macías Castro, jefa de información del periódico "Primera Hora" de Nuevo Laredo. Este asesinato también lo firmaron Los Zetas, que amenazaron con matar también a quien subiera información sobre el narcotráfico a ciertas páginas de Internet. También en Nuevo Laredo apareció, el 10 de noviembre de 2011, el cadáver decapitado del bloguero conocido como "Rascatripas", con una nota que decía: "Hola, soy 'Rascatripas', y esto me pasó por no entender que no se deben publicar las cosas en las redes sociales". Este bloguero colaboraba en la web "Nuevo Laredo en vivo", en la que también colaboraba María Elizabeth Macías Castro, cuyo cadáver fue hallado en el mismo lugar, en la estatua de Colón. Los maestros de Acapulco han sufrido extorsión, presumiblemente por parte de Los Zetas. Para intimidarlos, se expusieron cinco cabezas humanas a finales de septiembre de 2011.
Existe un grupo paramilitar llamado "Los Mata Zetas", que ha reivindicado una matanza de 35 individuos, supuestamente Zetas, cuyos cadáveres fueron arrojados en la ciudad de Veracruz el 20 de septiembre de 2011. Existen dudas sobre la composición de este grupo, pues declara estar formado por ciudadanos hartos de Los Zetas, pero grupos anteriores del mismo nombre resultaron estar al servicio de bandas rivales.
Los paramédicos de Ciudad Juárez, muchos de ellos voluntarios, suelen ser objeto de amenazas de muerte por parte de grupos de narcotraficantes que les prohíben trasladar a heridos de bala a los hospitales de la vecina localidad estadounidense de El Paso (Texas). El 7 de diciembre de 2011, cerca de Ciudad Juárez, una ambulancia fue interceptada y sus dos pacientes, el enfermero y el conductor fueron asesinados.
El 23 de diciembre de 2011, varios turistas fueron asesinados en el norte del estado de Veracruz.
El 28 de abril de 2012, la corresponsal de la revista Proceso en el estado de Veracruz, Regina Martínez, fue estrangulada en su domicilio de Xalapa. La información preliminar del gobierno veracruzano no mencionó ni puertas ni ventanas forzadas. Días más tarde, los fotógrafos Guillermo Luna, Gabriel Huge y Esteban Rodríguez fueron asesinados.
En la noche del 31 de mayo de 2012 incendiaron un vehículo de la empresa de alimentos Sabritas, propiedad de PepsiCo, en el este de México, prolongando una serie de ataques recientes contra la multinacional atribuidos al cártel de los Caballeros Templarios.
La que fuera alcaldesa de Tiquicheo de Nicolás Romero (Michoacán) 2008 a 2011, María Santos Gorrostieta Salazar, fue secuestrada el 12 de noviembre de 2012 y hallada muerta tres días después.
En conjunto, la propia fiscalía mexicana cifra en 102 los periodistas asesinados entre 2000 y 2014.
El 26 de septiembre de 2014, en Iguala (estado de Guerrero) hubo seis muertos, 25 heridos, 43 jóvenes desaparecidos y una fosa con 28 cadáveres. Se detuvo a 22 policías, que se sospecha cometieron la matanza para el cártel de los Beltrán Leyva.
El alcalde de Ahuacuotzingo (estado de Guerrero), Francisco Quiñonez Ramírez, fue asesinado el 28 de junio de 2014. Su esposa, Aidé Nava González, candidata del PRD, fue torturada y decapitada entre el 10 y el 11 de marzo de 2015. El crimen lo firmó el Cártel Puro Rojo ZNS. El hijo de ambos, de 15 años, había sido secuestrado el 11 de octubre de 2012, y no ha aparecido.
El fotógrafo Rubén Espinosa Becerril fue asesinado el 31 de agosto de 2015 en Ciudad de México, a donde se había trasladado desde Veracruz debido a las amenazas. Asesinaron además a cuatro mujeres que estaban en el piso en ese momento, entre ellas la periodista y activista social chiapaneca Nadia Vera Pérez.
Gisela Mota, alcaldesa de Temixco (Morelos) y miembro del PRD, fue asesinada el 2 de enero de 2016, al día siguiente de su toma de posesión. La Fiscalía del Estado de Morelos apunta al Cartel de Los Rojos como responsable del asesinato.
En enero de 2017, se produjeron dos ataques en Playa del Carmen y Cancún. El primero ocurrió en Playa del Carmen, cuando un sujeto entró al bar ￼￼￼Blue Parrot y disparó contra los comenzales mientras disfrutaban del cierre de un festival de música electrónica, dejando 6 muertos. Los Zetas se adjudicaron la matanza. Al día siguiente de este hecho, se produjo un tiroteo y ataque con granadas a las instalaciones de la fiscalía de Quintana Roo en Cancún, dejando un policía y tres agresores muertos.
El 6 de octubre de 2024 asesinaron al presidente municipal de Chilpancingo (Guerrero)  Alejandro Arcos Catalán en la propia Chilpancingo. Su asesinato fue precedido, en los días anteriores, por los del militar retirado Ulises Hernández Martínez, que iba a ser su responsable de seguridad, y del secretario del ayuntamiento, Francisco Tapia. Alejandro Arcos Catalán había declarado que no negociaría con el crimen organizado..
El 20 de octubre de 2024 asesinaron al Padre Marcelo Pérez en San Cristóbal de las Casas. El Padre llevaba años amenazado por organizaciones criminales.